# Cartea eroilor națiunii germane
"Cartea eroilor națiunii germane", a fost scrisă de Heinrich Pantaleonis care și-a propus să descrie "viața tuturor persoanelor germane de înaltă reputație". În această lucrare tipărită la Basel (1562 - 1571) au fost incluse și personalitățile geto-dacilor, ca urmare a unei confuzii voite sau întâmplătoare între cuvintele "get" și "got".
Cartea a fost realizată în două variante. Prima, în limba latină, cea de-a doua, "înmulțită și îmbunătățită" de autor, în limba germană, "încât și omul de rând să poată afla cu ușurință istoriile germane, de la începutul lumii și până la vreme arătată, prin persoanele reprezentate în ordinea ordinii". Lucrarea denotă o bună cunoaștere a textelor antice, cu rare scăpări sau inconsecvențe, fiind o compilație a textelor antice. Autorul rareori intervine în narațiunea antică, redată însă prin cuvintele sale, adăugând în general, elemente menite să facă legătura cu lumea germană ori să dea culoare evenimentelor relatate.